# Tim Brown
Tim Brown, född den 6 mars 1981, är en nyzeeländsk före detta fotbollsspelare. Han spelade senast för Wellington Phoenix FC i den australiensiska och nyzeeländska proffsligan A-League. Han spelade även i Nya Zeelands fotbollslandslag.

## Klubbkarriär
Tim Brown började sin karriär i Miramar Rangers AFC i Nya Zeeland innan han flyttade till USA där han först spelade i University of Cincinnatis collegelag i fotboll och senare i den professionella klubben Richmond Kickers.
2006 flyttade Brown till Australien och den professionella klubben Newcastle United Jets FC. Efter en säsong där flyttade han tillbaka till Nya Zeeland och till den då nybildade klubben Wellington Phoenix FC.

## Landslagskarriär
Brown debuterade i Nya Zeelands landslag den 31 maj 2004 mot Salomonöarna. Brown var med när Nya Zeeland kvalificerade sig till Fotbolls-VM 2010 genom att slå Bahrain i det avgörande kvalet. Brown var uttagen till Nya Zeelands VM-trupp 2010.